# Hoboken Saturday Night
| Recensione       | Giudizio        |
| ---------------- | --------------- |
| AllMusic         | [ 1 ]           |
| Robert Christgau | A               |
| Sputnikmusic     | 4.0 (Excellent) |

Hoboken Saturday Night è il secondo (e ultimo) album discografico del gruppo musicale statunitense The Insect Trust, pubblicato dall'etichetta discografica Atco Records nel 1970.

## Tracce
Lato A
1. Be a Hobo – 0:35 (Louis Moondog Hardin)
2. Hoboken Saturday Night – 3:00 (Bill Barth, Nancy Jeffries, Robert Palmer)
3. The Eyes of a New York Woman (Testo da una novella di Thomas Pynchon: V) – 3:08 (Thomas Pynchon, Jeff Ogden)
4. Ragtime Millionaire – 3:20 (Bill Barth, Nancy Jeffries)
5. Somedays – 2:47 (Trevor Koehler)
6. Our Sister the Sun – 7:20 (William Folwell, Arloha Folwell)

Lato B
1. Reciprocity – 3:23 (Luke Faust)
2. Trip on Me – 2:45 (Bill Barth, Nancy Jeffries, Robert Palmer)
3. Now Then Sweet Man / Mr. Garfield – 3:07 (Trevor Koehler / Tradizionale; arrangiamento di Luke Faust)
4. Reincarnations – 3:15 (Trevor Koehler)
5. Glade Song – 3:00 (Trevor Koehler, Luke Faust)
6. Ducks – 5:40 (Trevor Koehler, Warren Gardner)

## Formazione
- Bill Barth - chitarra solista, chitarra steel
- Nancy Jeffries - voce
- Robert Palmer - sassofono alto, clarinetto, recorder
- Trevor Koehler - sassofono baritono, sassofono soprano, piccolo, sewer drum, flauto
- Luke Faust - armonica, banjo, chitarra elettrica, fiddle

Altri musicisti
- Elvin Jones - batteria (brani: Our Sister the Sun e Glade Song)
- Bernard Pretty Purdie - batteria
- Charles Buddy Nealy - batteria
- Donald MacDonald - batteria
- William Folwell - basso, tromba
- Joseph Macho - basso
- Bob Bushnell - basso
- Charlie Macey - basso
- Warren Gardner - tromba
- Ralph Casale - chitarra ritmica
- Charlie Macey - chitarra ritmica
- Hugh McCracken - chitarra ritmica

Note aggiuntive
- Steve Duboff - produttore (per la Infinite Sound)
- Brooks Arthur - ingegnere delle registrazioni, ingegnere del remixaggio
- Lew Hahn - ingegnere delle registrazioni, ingegnere del remixaggio
- Roy Cicala - ingegnere delle registrazioni, ingegnere del remixaggio
- Gene Paul - ingegnere delle registrazioni
- Mike Marane - ingegnere delle registrazioni
- Bob Hughes - ingegnere delle registrazioni
- Luke Faust - grafica copertina album
- Joe Schulman - fotografia, design album
- Bob Palmer - note di retrocopertina album[4]